# Vorař (opera)
Vorař (v polském originále Flis) je jednoaktová opera polského skladatele Stanisława Moniuszka na libreto Stanisława Bogusławského z roku 1858. Poprvé byla uvedena dne 24. září 1858 ve varšavském Velkém divadle jako druhá Moniuszkova opera po Halce (rovněž 1858).

## Vznik, charakteristika a historie opery
Na Nový rok 1858 měla ve varšavském operním divadle premiéru definitivní verze Moniuszkovy první opery Halka. Dílo mělo obrovský ohlas a získalo skladateli místo ředitele – tj. dirigenta – polských představení varšavské opery (převažovala i nadále představení v italštině), do něhož jej jmenoval vrchní ředitel varšavských divadel Ignacy Abramowicz.

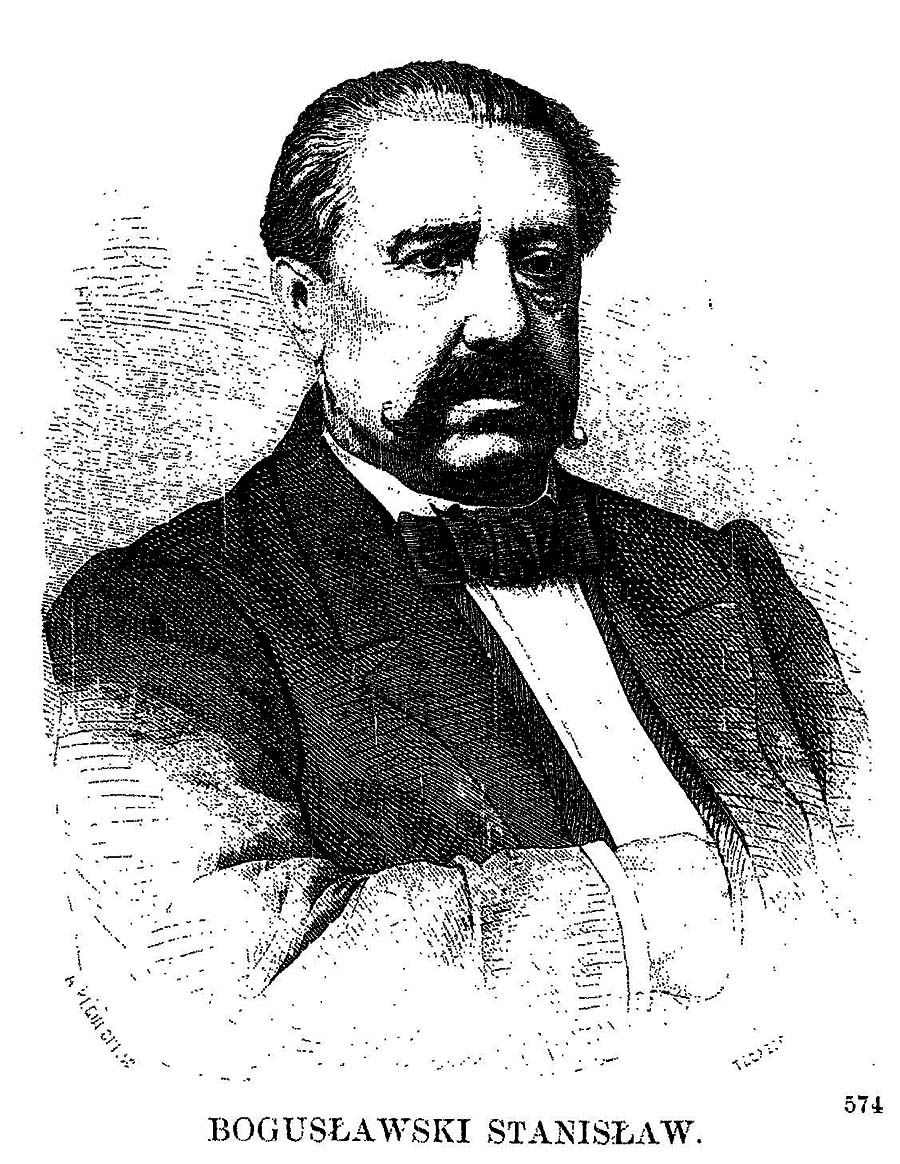
Stanisław Bogusławski, libretista opery

Před převzetím funkce na začátku podzimní sezóny však Moniuszko vyjel na studijní cestu do Paříže, centra tehdejšího operního života; prostředky na cestu získal z výtěžku skladatelského koncertu uspořádaného jeho podporovatelkou Marií Kalergis. Cestou se mj. v Praze seznámil s Bedřichem Smetanou a v Lipsku s Franzem Lisztem. V Paříži nejen načerpal zkušenosti s operní kompozicí i divadelním provozem, ale během tohoto pobytu napsal i jednoaktovou operu Vorař na libreto Stanisława Bogusławského, syna „otce polského divadla“ Wojciecha Bogusławského. Podle – pravděpodobně zveličené – legendy se Moniuszko ihned po příjezdu do Paříže 12. června 1858 zavřel na čtyři dny v hotelovém pokoji a za tu dobu napsal celou operu. Premiéra se konala po návratu Moniuszka do Varšavy; byla plánována hned na začátek sezóny, ale z různých provozních důvodů včetně zákulisních intrik se konala až 24. září.
Libreto označuje dirigent Warcisław Kunc za „veselé, vtipné, staropolským jazykem napsané“; již doboví recenzenti o něm vyslovovali pochybnosti (Gazeta Codzienna č. 269/1858: „Libreto této opery považujeme za chybné. Uvedlo skladatele do zcela obtížného postavení z důvodu neharmonie nacházející se v jeho samotné podstatě. Namísto látky vhodné pro operu semiseria autor dodal slova k opeře zcela seria, s několika nakvap přilepenými buffonádami.“) Moniuszkovský badatel Zdzisław Jachimecki je rovněž oceňoval nepříznivě: „Je to práce triviální, jen halabala sflekovaná co do dramatické koncepce, s násilně natahovanými verši a navíc nesmírně otřepanými rýmy (…) Bylo by zcela absurdní chtít po Moniuszkovu talentu, aby na takové libreto napsal hudbu lepší, než jakou nakonec vytvořil.“ Obdobný názor vyjádřil ve své recenzi novodobé nahrávky John Sheppard: „[Vorař] má ještě bizarnější zápletku, než je obvyklé. (…) Není překvapivé, že taková mělká látka neinspirovala skladatele k hudbě velké citové hloubky, a buffózní prvky, většinou spojené s postavou Jakuba, jsou velmi krotké…“
Celkové hudební pojetí Voraře odpovídá formou, harmoniemi i orchestrací dobové operní konvenci. Vzorem byly Moniuszkovi zřejmě opery Gioacchina Rossiniho, Gaetana Donizettiho, Giacoma Meyerbeera, Jacquese Fromentala Halévyho nebo Giuseppe Verdiho, jež znal z Varšavy i Paříže, v orchestrálním zpracování také Carl Maria von Weber. Polský národní tón ve Voraři zastupují především některé melodie upomínající na populární lidové písně a rytmy lidových tanců: mazurka, krakovjak, kujavjak (příznačně chybí polonéza, kterou Moniuszko v jiných operách využívá pro charakterizaci šlechtických kruhů, ve Voraři nevystupujících). Příkladem kombinace lidových polských motivů a typické belcantové árie italského stylu je dumka Zosii Ach tyś może śród tej burzy. Hlavní milostný pár má vedle dvou duetů každý po árii písňové formy, skladatel však zvláštní pozornost věnoval komické postavě kadeřníka Jakuba, již obdařil dvěma dlouhými áriemi: velice si totiž cenil komického talentu Alojze Żółkowského, prvního představitele této role. Za dramatické i hudební vyvrcholení opery lze považovat kvartet I cóż Antoni, czy ty serca nie masz? před finále.
Již doboví kritici si všimli relativní kvality, ale i jisté předimenzovanosti předehry k opeře (Kronika Wiadomości: „[Skladatel] nám tam dal materiál pro daleko větší operu a samotná předehra již ukazuje, že mu bylo příliš těsno v jednom aktu vnuceným mu libretistou.“). Předehra k Voraři – podobně jako jiné Moniuszkovy předehry – je ostatně často hrána samostatně jako koncertní skladba. Původní Moniuszkovu orchestraci později značně upravili Włodzimierz Ormicki (1905–1974) a Kazimierz Sikorski (1895–1986).
Vorař se od svého vzniku hraje na polských operních scénách ne často, ale s jistou pravidelností. Ve Lvově byl poprvé hrán již roku 1860, roku 1873 pak v Poznani, roku 1930 poprvé v Katovicích. V poválečné době byl inscenován v Poznani (1949, 1997), Vratislavi (1952, 1955), Bytomi (1954), Gdaňsku (1973), Bydhošti (1988) a ve Štětíně (2003); z posledního nastudování pochází i dosud jediná vydaná nahrávka. V 50. letech 20. století hrál Voraře v místech podél Odry a Visly zvlášť utvořený soubor „Opera polských řek“ („Opera Polskich Rzek“). Jediná doložená zahraniční inscenace se konala roku 1931 v Chicagu. Jako jednoaktovka bývá v divadelní praxi kombinován s jinými díly, často s druhou Moniuszkovou komickou aktovkou Verbum nobile.

## Osoby a první obsazení
| osoba                      | hlasový obor | premiéra (24. 9. 1858) |
| -------------------------- | ------------ | ---------------------- |
| Franek, mladý vorař        | tenor        | Julian Dobrski         |
| Zosia, jeho milá           | soprán       | Paulina Rivoli         |
| Antoni, její otec          | baryton      | Jan Stysiński          |
| Jakub, kadeřník z Varšavy  | baryton      | Alojzy Żółkowski       |
| Szóstak, starý voják       | basbaryton   | Wilhelm Troschel       |
| Feliks, vorař              | tenor        | Jan Koehler            |
| Rybáři, voraři, ženy, děti |              |                        |
| Dirigent:                  | Dirigent:    | Stanisław Moniuszko    |

## Děj opery
Odehrává se v okolí Varšavy ve 2. polovině 19. století.
Letní bouře skončila. Rybáři na břehu Visly se radují a vracejí se ke své práci; zbytek dne slibuje dobré počasí i náladu (sbor Pędzą chmury, zcichły grzmoty). Na vyzvání Antoniho vzdávají všichni modlitbou díky Bohu za to, že v bouři ochránil jejich domy před bleskem (sbor Dzięki Ci przedweczny Panie). Antoni hovoří s vorařem Feliksem a zmiňuje se, že jeho dcera Zosia po celou bouři plakala – obávala se o svého milého, rovněž voraře Franka, který byl právě na cestě. Ale Antoni nemá Franka rád, protože je pro jeho dceru příliš chudý. Navíc Antoni už dal slovo, že dá svou dceru jistému muži, kterého Feliks označuje jako „budižkničemu z města“ a za nehodného Zosiiny ruky. Antoni Feliksovy obavy odmítá a všichni se dávají se zpěvem do práce.
Zosia se strachuje o Franka, kterého má tak ráda; kdyby se mu něco stalo, nepřežila by to (recitativ a dumka Okropny ten poranek… Ach tyś może śród tej burzy w Wiśle znalazł skon). Starý voják Szóstak ji utěšuje a ujišťuje, že Franek bude v pořádku. Ví se, že dorazil v pořádku do Sandoměře, a ta je odsud jen míli cesty. Navíc je to vorař, jakému není rovno (duet Któż mnie biedną pocieszy?). Szóstak také slibuje dívce pomoc proti otci a jejímu nevítanému nápadníkovi, varšavskému kadeřníku Jakubovi, jehož námluvy hodlá překazit.
Jakub právě osobně přichází na námluvy. Holedbá se, že měl ve městě řadu různých milostných aférek, ale Zosia je děvče zcela jiné třídy. Szóstak mu naznačuje, že Zosia čeká na Franka a Franek je statečný a silný muž, ale Jakub nevidí v prostém voraři konkurenci, protože on je přece salónní kadeřník, všemi ženami obletovaný (scéna Jakuba a Szóstaka Biedna dziewczyna, a ojciec uparty s ariettou Jakuba Jestem fryzjer salonowy).
A již se přibližuje po Visle skupina vorařů s veselou písní na rtech (sbor Dzisiaj mamy już pogodę). Je mezi nimi i Franek, který zpívá o staré Visle, jež ho nese ke stavení milovaného děvčete (píseň se sborem Płyną tratwy po Wiśle, płyną i galary). Vyptává se po Zosie, a tím upoutá pozornost svého soka Jakuba. Zosia běží naproti Frankovi, zatímco Jakuba táhne Szóstak pryč (sbor se scénou Oj przybywaj młody flisie).
Zosia a Franek se vášnivě vítají a obnovují své vyznání lásky. Divka však voraře varuje, že se vrátil Jakub a získal slovo jejího otce (duet Znów cię widzę o ój drogi!). Oba mladí lidé se Szóstakovou podporou se snaží Antoniho přesvědčit, ten nad nimi projevuje lítost, ale trvá na tom, že dané slovo nemůže zrušit (scéna a kvartet I cóż Antoni, czy ty serca nie masz?... Mój ojcze, mój ojcze, porzućcie te zamysły).
Jakub je přerušuje a ptá se po příčině roztržky. Pak slibuje Zosie krásný život po svém boku ve Varšavě se všemi radovánkami, které město nabízí, nedbaje jejího odporu (scéna a árie Dość tych żartów panowie… Ach nie mów tego Zosiu miła). Franek rychle vzdává boj o Zosiu a odchází ze vsi: jejich srdceryvné loučení vyvolá soucit Antoniho, Szóstaka i ostatních vesničanů. Vorař, o němž se ví, že je sirotek, se zmiňuje, že se pokusí najít svého bratra, od něhož byl oddělen jako malý chlapec. Jakub zpozorní a vyptává se podrobně Franka na jeho dětství. Nakonec si je jist, že jsou bratři, a v radosti nad tím vrací Zosie slovo, dokonce se za Franka přimlouvá u Antoniho. Ten konečně svoluje se svatbou. Vesničané provolávají voraři slávu (finále Otóż biedny chłopask drogę się wybiera… Więc żegnam cię już o Zosiu moja droga… Teraz kiedy mamy gody).

## Nahrávky
- 1962 (LP, MUZA SXL 0145). Zpívají (Franek) Bogdan Paprocki, (Zosia) Halina Słonicka, (Antoni) Antoni Majak, (Jakub) Andrzej Hiolski, (Szóstak) Bernard Ładysz, (Feliks) Zdzisław Nikodem. Orchestr a sbor Národní filharmonie Varšava řídí Zdzisław Górzyński.[9]
- 2009 (CD DUX 0736) Zpívají (Franek) Bogusław Biziśki, (Zosia) Iwona Socha, (Antoni) Leszek Skrla, (Jakub) Michał Partyka, (Szóstak) Janusz Lewandowski, (Feliks) Paweł Wolski. Orchestr a sbor Opery na Zamku řídí Warcisław Kunc (živá nahrávka z Opery na Zamku ve Štětíně).[2]